# Életem Cukkiniként
Az Életem Cukkiniként (eredeti cím: Ma vie de courgette) 2016-ban bemutatott svájci–francia stop-motion technikával készült animációs filmvígjáték-dráma, amelynek a rendezője Claude Barras, az írói Céline Sciamma, Claude Barras, Germano Zullo és Morgan Navarro, a producerei Armelle Glorennec, Éric Jacquot és Marc Bonny, a zeneszerzője Sophie Hunger. A mozifilm a Rita Productions, a Blue Spirit Productions, a Gebeka Films és a KNM gyártásában készült, a Praesens-Film és a Gébéka Films forgalmazásában jelent meg.
Franciaországban 2016. május 15-én mutatták be a Cannes-i fesztiválon, Magyarországon 2017. január 26-án.

## Szereplők
| Szereplő        | Eredeti hang        | Magyar hang       |
| --------------- | ------------------- | ----------------- |
| Cukkini         | Gaspard Schlatter   | Straub Martin     |
| Camille         | Sixtine Murat       | Bartus Emese      |
| Simon           | Paulin Jaccound     | Nagy Gereben      |
| Raymond         | Michel Vuillermoz   | Seress Zoltán     |
| Ahmed           | Paul Ribera         | Pál Dániel Máté   |
| Alice           | Estelle Hennard     | Pál Zsófia        |
| Jujube          | Elliot Sanchez      | Kálmán Barnabás   |
| Béatrice        | Lou Wick            | Stern Hanna       |
| Ida tanti       | Brigitte Rosset     | Peller Anna       |
| Cukkini mamája  | Natacha Koutchoumov | Andresz Kati      |
| Madame Papineau | Monica Budde        | Borbás Gabi       |
| Mr. Paul        | Adrien Barazzone    | Szatory Dávid     |
| Rosy            | Véronique Montel    | Sipos Eszter Anna |
| Kislány         | TBA                 | Gyarmati Laura    |
| Bíró            | TBA                 | Kárpáti Levente   |